# Caroline Islands Air
Caroline Islands Air — микронезийская чартерная авиакомпания, базирующаяся на Каролинских островах. Была основана в 1995 году под названием "Caroline Pacific Air", но был переименован в 1997 году.
| Год основания  | 1995 |
| Узловые центры | Яп; Понпеи                                                                                               |
| Направления    | 9 |
| Размер флота   | 5 |
| Вэб-Сайт       | https://m.facebook.com/pages/category/Airline-Industry-Service/Caroline-Islands-Air-Inc-113035280565873/ |

## Направления
- Международный аэропорт Понпеи - базировалась с 1995 по 2020 гг.
- Международный аэропорт Яп - базируется с 2020 г.
- Международный аэропорт Чуук
- Аэродром Фаис
- Аэродром Хук
- Аэродром Онун
- Аэродром островова Мортлок
- Аэропорт Улити

## Флот
- 2 - Britten-Norman BN-2 Islander – были повреждены в происшествиях 2019 и 2020 годов.
- 1 - Beechcraft 65
- 1 - Harbin Y-12